# (12362) Mumuryk
(12362) Mumuryk est un astéroïde de la ceinture principale.

## Description
(12362) Mumuryk est un astéroïde de la ceinture principale. Il fut découvert le 15 octobre 1993 à Kitami par Kin Endate et Kazuro Watanabe. Il présente une orbite caractérisée par un demi-grand axe de 3,13 UA, une excentricité de 0,10 et une inclinaison de 14,0° par rapport à l'écliptique.

## Compléments